# 시모우치촌
시모우치촌(下有知村)은 일본 기후현 무기군에 설치되었던 촌이다. 현재의 세키시의 일부에 해당한다.